# 877-й гаубичный артиллерийский полк

877-й гаубичный артиллерийский ордена Богдана Хмельницкого полк — воинское подразделение вооружённых СССР в Великой Отечественной войне.
Сокращённое наименование — 877 гап

## История
Полк сформирован в феврале 1942 года, по состоянию на 01.03.1942 года находился в Московском военном округе, в ноябре 1942 года передислоцирован на Дон, где вошёл в состав 7-й артиллерийской дивизии, в её составе вёл боевые действия до конца войны.
- О боевом пути полка смотри статью 25-я гаубичная бригада
- О боевом пути полка смотри статью 7-я артиллерийская дивизия

## Подчинение
| Дата            | Фронт (округ)            | Армия                 | Корпус | Дивизия                    | Бригада                               | Примечания |
| --------------- | ------------------------ | --------------------- | ------ | -------------------------- | ------------------------------------- | ---------- |
| 01.03.1942 года | Московский военный округ | -                     | -      | -                          | -                                     | -          |
| 01.04.1942 года | Московский военный округ | -                     | -      | -                          | -                                     | -          |
| 01.05.1942 года | Московский военный округ | -                     | -      | -                          | -                                     | -          |
| 01.06.1942 года | Московский военный округ | -                     | -      | -                          | -                                     | -          |
| 01.07.1942 года | Московский военный округ | -                     | -      | -                          | -                                     | -          |
| 01.08.1942 года | Московский военный округ | -                     | -      | -                          | -                                     | -          |
| 01.09.1942 года | Московский военный округ | -                     | -      | -                          | -                                     | -          |
| 01.10.1942 года | Московский военный округ | -                     | -      | -                          | -                                     | -          |
| 01.11.1942 года | Резерв Ставки ВГК        | -                     | -      | -                          | -                                     | -          |
| 01.12.1942 года | Юго-Западный фронт       | 1-я гвардейская армия | -      | 7-я артиллерийская дивизия | -                                     | -          |
| 01.01.1943 года | Юго-Западный фронт       | 1-я гвардейская армия | -      | 7-я артиллерийская дивизия | -                                     | -          |
| 01.02.1943 года | Юго-Западный фронт       | 3-я гвардейская армия | -      | 7-я артиллерийская дивизия | -                                     | -          |
| 01.03.1943 года | Юго-Западный фронт       | -                     | -      | 7-я артиллерийская дивизия | 25-я гаубичная артиллерийская бригада | -          |
| 01.04.1943 года | Юго-Западный фронт       | 1-я гвардейская армия | -      | 7-я артиллерийская дивизия | 25-я гаубичная артиллерийская бригада | -          |
| 01.05.1943 года | Юго-Западный фронт       | 1-я гвардейская армия | -      | 7-я артиллерийская дивизия | 25-я гаубичная артиллерийская бригада | -          |
| 01.06.1943 года | Юго-Западный фронт       | 1-я гвардейская армия | -      | 7-я артиллерийская дивизия | 25-я гаубичная артиллерийская бригада | -          |
| 01.07.1943 года | Юго-Западный фронт       | 1-я гвардейская армия | -      | 7-я артиллерийская дивизия | 25-я гаубичная артиллерийская бригада | -          |
| 01.08.1943 года | Юго-Западный фронт       | 1-я гвардейская армия | -      | 7-я артиллерийская дивизия | 25-я гаубичная артиллерийская бригада | -          |
| 01.09.1943 года | Юго-Западный фронт       | -                     | -      | 7-я артиллерийская дивизия | 25-я гаубичная артиллерийская бригада | -          |
| 01.10.1943 года | Юго-Западный фронт       | -                     | -      | 7-я артиллерийская дивизия | 25-я гаубичная артиллерийская бригада | -          |
| 01.11.1943 года | 4-й Украинский фронт     | 3-я гвардейская армия | -      | 7-я артиллерийская дивизия | 25-я гаубичная артиллерийская бригада | -          |
| 01.12.1943 года | 4-й Украинский фронт     | 3-я гвардейская армия | -      | 7-я артиллерийская дивизия | 25-я гаубичная артиллерийская бригада | -          |
| 01.01.1944 года | 4-й Украинский фронт     | 3-я гвардейская армия | -      | 7-я артиллерийская дивизия | 25-я гаубичная артиллерийская бригада | -          |
| 01.02.1944 года | 4-й Украинский фронт     | 3-я гвардейская армия | -      | 7-я артиллерийская дивизия | 25-я гаубичная артиллерийская бригада | -          |
| 01.03.1944 года | 3-й Украинский фронт     | -                     | -      | 7-я артиллерийская дивизия | 25-я гаубичная артиллерийская бригада | -          |
| 01.04.1944 года | 3-й Украинский фронт     | -                     | -      | 7-я артиллерийская дивизия | 25-я гаубичная артиллерийская бригада | -          |
| 01.05.1944 года | 3-й Украинский фронт     | -                     | -      | 7-я артиллерийская дивизия | 25-я гаубичная артиллерийская бригада | -          |
| 01.06.1944 года | 3-й Украинский фронт     | 5-я ударная армия     | -      | 7-я артиллерийская дивизия | 25-я гаубичная артиллерийская бригада | -          |
| 01.07.1944 года | Карельский фронт         | 7-я армия             | -      | 7-я артиллерийская дивизия | 25-я гаубичная артиллерийская бригада | -          |
| 01.08.1944 года | Карельский фронт         | 7-я армия             | -      | 7-я артиллерийская дивизия | 25-я гаубичная артиллерийская бригада | -          |
| 01.09.1944 года | 3-й Украинский фронт     | -                     | -      | 7-я артиллерийская дивизия | 25-я гаубичная артиллерийская бригада | -          |
| 01.10.1944 года | 2-й Украинский фронт     | 46-я армия            | -      | 7-я артиллерийская дивизия | 25-я гаубичная артиллерийская бригада | -          |
| 01.11.1944 года | 2-й Украинский фронт     | 46-я армия            | -      | 7-я артиллерийская дивизия | 25-я гаубичная артиллерийская бригада | -          |
| 01.12.1944 года | 2-й Украинский фронт     | 46-я армия            | -      | 7-я артиллерийская дивизия | 25-я гаубичная артиллерийская бригада | -          |
| 01.01.1945 года | 3-й Украинский фронт     | -                     | -      | 7-я артиллерийская дивизия | 25-я гаубичная артиллерийская бригада | -          |
| 01.02.1945 года | 3-й Украинский фронт     | -                     | -      | 7-я артиллерийская дивизия | 25-я гаубичная артиллерийская бригада | -          |
| 01.03.1945 года | 3-й Украинский фронт     | -                     | -      | 7-я артиллерийская дивизия | 25-я гаубичная артиллерийская бригада | -          |
| 01.04.1945 года | 3-й Украинский фронт     | -                     | -      | 7-я артиллерийская дивизия | 25-я гаубичная артиллерийская бригада | -          |
| 01.05.1945 года | 3-й Украинский фронт     | -                     | -      | 7-я артиллерийская дивизия | 25-я гаубичная артиллерийская бригада | -          |

## Награды и почётные наименования
| Награда (наименование)                | Дата награждения                                                          | За что получена |
| ------------------------------------- | ------------------------------------------------------------------------- | --- |
| Орден Богдана Хмельницкого II степени | награждён указом Президиума Верховного Совета СССР от 5 апреля 1945 года. | за образцовое выполнение заданий командования в боях с немецкими захватчиками при овладении городом Клайпеда (Мемель) и проявленные при этом доблесть и мужество |

## Воины полка
| Награда | Ф. И.О.                 | Должность        | Звание            | Дата награждения | Примечания          |
| ------- | ----------------------- | ---------------- | ----------------- | ---------------- | ------------------- |
|         | Кукин, Аркадий Петрович | Командир орудия  | сержант           | 24.03.1945       | награждён посмертно |
|         | Смоляков, Иван Ильич    | Командир батареи | старший лейтенант | 24.03.1945       | -                   |
|         | Фёдоров Иван Михайлович | Радист           | сержант           | 24.03.1945       | -                   |